# Liala
Liala, pseudonimo di Amalia Liana Negretti Odescalchi, coniugata Cambiasi (Carate Urio, 31 marzo 1897 – Varese, 15 aprile 1995), è stata una scrittrice italiana, fra le più note autrici di romanzi rosa del XX secolo. 

Deve il suo pseudonimo a Gabriele D'Annunzio, il quale volle darle un nome che contenesse ortograficamente un'ala.

## Biografia
Nacque da nobile madre, Petronilla Picci, e da padre farmacista, Tomaso Negretti, che aveva assunto anche l'aristocratico cognome materno Odescalchi, ma che morì quando la figlia aveva due anni. Amalia studiò al Liceo Alessandro Volta di Como e, per seguire le orme paterne, s'iscrisse a Farmacia all'Università degli Studi di Pavia, ma nel 1919 si sposò e rinunciò a laurearsi.
Suo marito, il marchese Pompeo Cambiasi, ufficiale di marina, aveva 17 anni più di lei e la portò a vivere a Moneglia, in Liguria. Da questo matrimonio nacquero le due figlie Primavera e Serenella. L'intesa con il marchese Cambiasi però non durò a lungo e la coppia si separò.
Liala incontrò poi il marchese Vittorio Centurione Scotto, ufficiale della Regia Aeronautica, che fu il grande amore della sua vita. La loro relazione finì tragicamente nel 1926, quando Centurione Scotto, al comando del suo idrovolante durante un allenamento per la coppa Schneider, morì precipitando nel lago di Varese.

### Gli anni trenta e quaranta

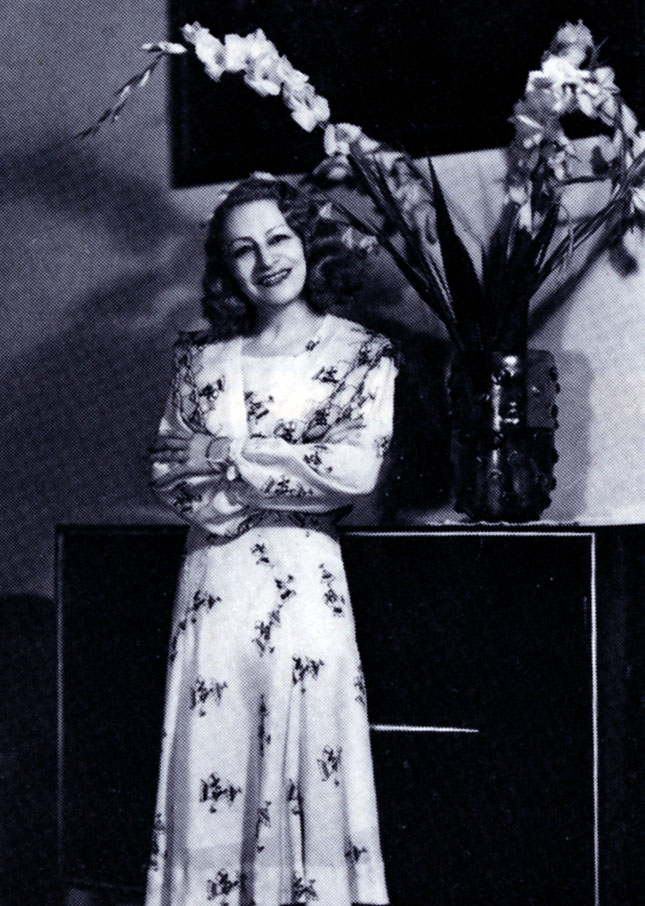
Liala nel 1935

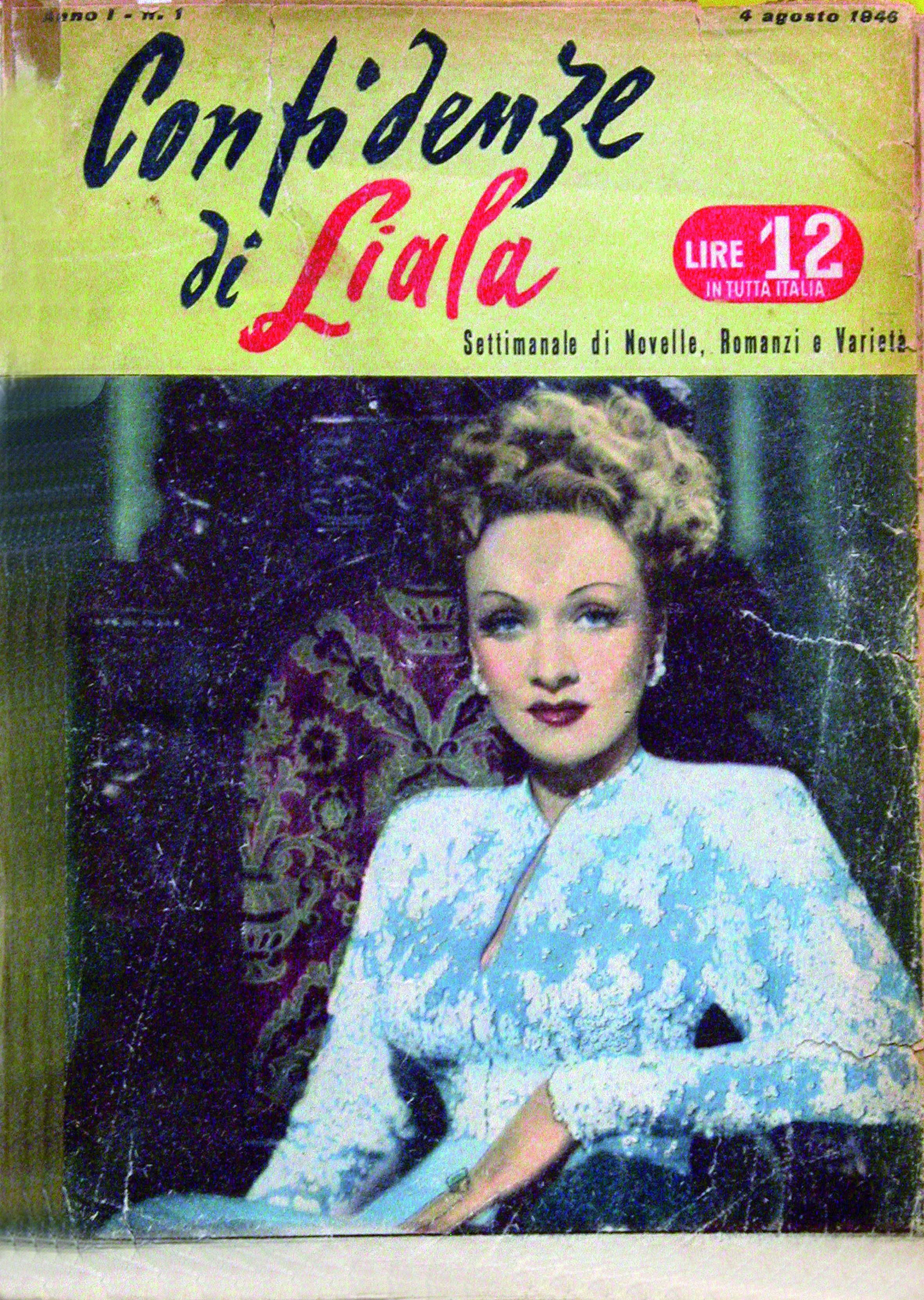
Copertina del primo numero della rivista di Mondadori Confidenze di Liala, 4 agosto 1946, con Marlene Dietrich. È stata una delle prime riviste espressamente dedicate al più vasto pubblico femminile in Italia.

Per superare il dolore della morte di Centurione Scotto, Liala cominciò a scrivere e nel 1931 pubblicò il suo primo romanzo Signorsì. La prima edizione, pubblicata da Mondadori, andò esaurita in soli 20 giorni.
Quasi tutti i primi libri di Liala si svolgono nell'ambiente militare, che lei conosceva ed amava. I protagonisti maschili sono spesso audaci e valorosi, ispirati alle figure di Vittorio Centurione Scotto o Pietro Sordi. Quest'ultimo era un tenente colonnello al quale Liala fu legata sentimentalmente dal 1930 al 1948. La conoscenza di questi risvolti biografici, sebbene ignoti al grande pubblico, può spiegare molti aspetti della sua prima produzione artistica.
Nel primo periodo (1931-1948), l'ambiente dell'Aeronautica Militare costituisce spesso lo sfondo dei suoi romanzi e delle sue novelle, che non di rado contengono spunti autobiografici ed elementi tratti dalla vita di Pietro Sordi. In questa fase, nella quale l'io narrante a volte si riferisce a Liana (ossia alla stessa scrittrice), si trovano di tanto in tanto precisi riferimenti a personaggi ed eventi storici: per esempio, nel romanzo Buona fortuna!, l'autrice fornisce una minuta descrizione del record del mondo di velocità per idrovolanti ottenuto dal maresciallo Francesco Agello il 23 ottobre 1934.
Nel 1946 Arnoldo Mondadori Editore crea per il pubblico della scrittrice il settimanale Confidenze di Liala (poi solo Confidenze).
Dopo la separazione da Pietro Sordi (avvenuta nel 1948) subentra una fase che si può definire di lutto letterario (1949-1950), con la quale la scrittrice supera i problemi affettivi contingenti e inizia a scrivere il romanzo della sua vita, scolpendo a tutto tondo il ritratto del personaggio Liala, per il quale realtà e fantasia sfumano insensibilmente l'una nell'altra.
Scompaiono in questo periodo dalle sue opere i riferimenti all'ascesa sociale compiuta dal giovane pilota figlio del popolo e ufficiale dell'Arma azzurra grazie ai corsi integrativi dell'Accademia Aeronautica. In Ombre di fiori sul mio cammino, opera pubblicata nel 1950, per la prima volta si accredita l'opinione che l'ispiratore di Liala sia stato il marchese Vittorio Centurione Scotto. Questa versione dei fatti era stata anticipata in forma meno compiuta nella raccolta di conversazioni e ricordi intitolata Voci dal mio passato, che aveva fatto la sua comparsa nel luglio del 1949.
Nel primo e secondo periodo gli scritti di Liala muovono da elementi di realtà per costruire trame narrative che configurano tante possibili versioni della sua identità personale: all'interno di esse la costante maggiore è quella del rapporto con l'aviatore.
Sono stati pubblicati libri storici fotografici su Vittorio Centurione Scotto e sulle famiglie nobiliari Centurione Scotto e Cattaneo Di Belforte, con carriere e genealogia, in cui viene smentita Liala con prove, perché risulta che la scrittrice abbia usato la figura dell’eroico e nobile aviatore per puro scoop letterario e si sia recata solo nel secondo dopoguerra a Millesimo per attingere notizie, dopo la fine della sua storia ventennale con l’aviatore Pietro Sordi, vero ispiratore dei suoi romanzi rosa.

### Dagli anni cinquanta in poi
A partire dagli anni cinquanta, l'opera della scrittrice si rivolge al mondo della pura fantasia narrativa e non fa più riferimento a luoghi, fatti o personaggi di realtà, salvo qualche ritorno alle pagine autobiografiche proprie del personaggio Liala, come in Diario vagabondo (1977).
Analizzando la produzione artistica di Liala, la critica letteraria ha spesso sottolineato le minuziose descrizioni estetizzanti di ambienti altoborghesi e aristocratici, ignorando i riferimenti alle classi sociali inferiori (Dizionario Bompiani, 1987), riferimenti che nel periodo più precoce della sua attività letteraria appaiono in maggiore evidenza, mentre nei primi due romanzi  compare il tema della promozione sociale di cui si rende protagonista un pilota di umili origini, notevole prestanza fisica, grande dirittura morale ed eccezionali capacità aviatorie.
Ne Il pianoro delle ginestre, Liala tratteggia inoltre per la prima volta il semplice ambiente provinciale in cui si svolge il romanzo con le stesse minuziose descrizioni e lo stesso compiacimento che in altre occasioni aveva riservato agli altolocati ambienti aristocratici: messa a confronto con il bel mondo, questa umile realtà provinciale e contadina non sembra affatto demeritare, piuttosto l'opera di Liala suggerisce che " accanto (e prima) della nobiltà derivante dalla stirpe e dal censo, esiste la nobiltà d'animo " (Cappuccio, 1998).

### Morte
Liala morì per un ictus nella sua residenza di Varese, Villa La Cucciola, il 15 aprile del 1995, all'età di 98 anni, dove viveva assistita dalla figlia Primavera e dalla governante Tilla. I funerali furono celebrati due giorni dopo nella chiesa di Santa Maria della Gioia al Montello di Varese; secondo le sue ultime volontà, la salma venne rivestita con un abito di Valentino.
La scrittrice riposa in una cappella nel cimitero di Velate (Varese).

### Inediti
Nel 2007 e nel 2011 sono stati pubblicati da Sonzogno Con Beryl, perdutamente e Un ballerino in paradiso, i due romanzi inediti di Liala, che l'autrice abbozzò nei primi anni novanta, ma che dovette interrompere a causa della cecità che iniziò ad affliggerla di lì a poco; entrambi sono stati completati da Mariù Safier, che ne delineò i finali sulla base del racconto che Liala aveva affidato alla figlia Primavera.

## Critica e popolarità
Liala rimane, ancora oggi, una delle scrittrici italiane più apprezzate, soprattutto tra il pubblico femminile. Malgrado i suoi racconti siano stati spesso relegati dalla critica all'ambito della letteratura rosa, è indubbio come non solo abbia saputo coltivare la fantasia di più di una generazione di donne, ma anche come abbia saputo incarnare nel suo stile piano, descrittivo ed elegante, un modo di fare letteratura che riassume il bello scrivere proprio di più di una generazione di scrittori italiani.
I suoi libri hanno venduto più di dieci milioni di copie solo in Italia e l'hanno resa una delle scrittrici di romanzi d'appendice più famose del Novecento a livello internazionale.

## Nella cultura di massa
- Il cantautore Mario Castelnuovo la cita nel testo della sua canzone Nina, del 1984.

## Curiosità
- Liala scriveva solo il mercoledì.

## Opere

### Romanzi
- Signorsì, Milano-Verona, A. Mondadori, 1931.
- Sette corna, Milano-Verona, A. Mondadori, 1934 (seguito di Signorsì, dal 1944 noto anche come Settecorna).
- Peregrino del ciel, Milano, Sonzogno, 1934; 1945.
- L'ora placida, Milano-Verona, A. Mondadori, 1936.
- Fiaccanuvole, Milano-Verona, A. Mondadori, 1937.
- Buona fortuna. Storia di un cavallo, di un cane e d'un amore, Milano, A. Mondadori, 1938.
- L'arco nel cielo, Milano, Sonzogno, 1941.
- Brigata di ali, Milano, Gloriosa, 1941.
- La casa delle lodole, Milano, Sonzogno, 1941.
- Farandola di cuori, Milano, Sonzogno, 1941.
- Sotto le stelle, Milano, Sonzogno, 1941.
- Dormire e non sognare, Milano-Roma, Rizzoli, 1943 (trilogia di Lalla Acquaviva).
- Donna Delizia, Milano, Sonzogno, 1944.
- I gelsomini del plenilunio, Bologna, Cappelli, 1944.
- Il pianoro delle ginestre, Milano, A. Mondadori, 1944.
- Il tempo dell'aurora, Milano, Sonzogno, 1944 (seguito di Sotto le stelle).
- Una rosa lungo il fiume, Milano, Sonzogno, 1944.
- Lalla che torna, Milano-Roma, Rizzoli, 1945 (trilogia di Lalla Acquaviva).
- Melodia dell'antico amore, Bologna, Cappelli, 1945.
- Tempesta sul lago, Milano, Sonzogno, 1945.
- Il velo sulla fronte, Milano-Roma, Rizzoli, 1946 (trilogia di Lalla Acquaviva).
- Mavì mia vita, Milano-Roma, Rizzoli, 1947.
- Bisbigli nel piccolo mondo, Bologna, Cappelli, 1948.
- L'ingannevole sogno, Milano, Rizzoli, 1948.
- Trasparenze di pizzi antichi, Milano, Valsecchi, 1948.
- Come i baci su l'acqua, Milano, Rizzoli, 1949.
- Riverberi lontani, Milano, Sonzogno, 1949.
- Un cuore sulla vela, Milano, Rizzoli, 1949.
- La passeggera nel vento, Milano, Rizzoli, 1950.
- Ombre di fiori sul mio cammino, Milano, Valsecchi, 1950.
- Amata, Milano, Valsecchi, 1951.
- Soliloquio a mezza voce, Milano, Sonzogno, 1951.
- Una carezza e le strade del mondo, Milano, Rizzoli, 1951.
- Il peccato di Guenda, Milano, Valsecchi, 1952.
- La più cara sei tu, Milano-Roma, Rizzoli, 1952.
- Quel divino autunno, Milano, Rizzoli, 1952.
- Una notte a Castelguelfo, Bologna, Cappelli, 1952.
- Vecchio smoking, Milano, Sonzogno, 1952.
- La meravigliosa infedele, Milano, Del Duca, 1953.
- Le parole d'amor che non ti dissi, Bologna, Cappelli, 1953.
- Per quale via, Glori?, Milano, Rizzoli, 1953.
- Il profumo dell'assente, Milano, Rizzoli, 1954.
- Il vento inclina le fiammelle, Milano, Valsecchi, 1954.
- Per ritrovare quel bacio, Milano, Del Duca, 1954.
- Le briglie d'oro, Bologna, Cappelli, 1955.
- Le creature dell'alba, Milano, Del Duca, 1955.
- Passione lontana, Milano, Del Duca, 1955.
- Un altare per il mio sogno, Milano, Del Duca, 1956.
- Sottovoce o mia Niny, Milano, Del Duca, 1957.
- Una lacrima nel pugno, Milano, Del Duca, 1957.
- L'azzurro nella vetrata, Milano, Del Duca, 1958.
- Chiamami con un altro nome, Milano, Del Duca, 1958.
- Fra le tue braccia e sul mio cuore, Milano, Del Duca, 1959.
- Il sole se tramonta può tornare, Milano, Del Duca, 1959.
- Belle nubi solitarie, Milano, Del Duca, 1961.
- La finestra aperta sulla notte, Milano, Del Duca, 1961.
- Trilogia di Lalla Acquaviva

I, Dormire e non sognare, Milano, Del Duca, 1961.
II, Lalla che torna, Milano, Del Duca, 1961.
III, Il velo sulla fronte, Milano, Del Duca, 1961.
- Lascia che io ti ami, Milano, Del Duca, 1962.
- L'addormentato cuore, Milano, Del Duca, 1962.
- Non crescon fiori per Abigaille, Milano, Del Duca, 1963.
- Un abisso chiamato amore, Milano, Del Duca, 1963.
- La sublime arte di amare, Milano, Del Duca-La Edizioni Mondiali, 1964.
- Riaccendi la tua lampada, Gipsy, Milano, Del Duca, 1964.
- Un gesto, una parola, un silenzio, Milano, Del Duca, 1966.
- Il palazzo innamorato, Bologna, Cappelli, 1967.
- Non dimenticare Lietocolle, Bologna, Cappelli, 1967.
- Sognai di essere tuo..., Milano, Sonzogno, 1967.
- Di ricordi si muore, Bologna, Cappelli, 1970.
- Una pagina d'amore, Milano, Sonzogno, 1970.
- Ritorna, malinconia, Bologna, Cappelli, 1971.
- Good-bye sirena, Milano, Sonzogno, 1975.
- Frantumi di arcobaleno, Milano, Sonzogno, 1985.
- Con Beryl, perdutamente, Milano, Sonzogno, 2007. ISBN 978-88-454-1437-4 (iniziato nel 1976 e completato da Mariù Safier).
- Un ballerino in paradiso, Milano, Sonzogno, 2010. ISBN 978-88-454-2352-9 (completato da Mariù Safier).

### Raccolte di racconti
- L'ora placida. Romanzo; Dormi, Claudio!; A cavallo di Ugorò; Pace al tramonto. Novelle, Milano, Sonzogno, 1941.
- Con l'anima a volo. Novelle, Milano, Sonzogno, 1942.
- La compagna velata, Milano, Sonzogno, 1945.
- Fiaba d'amore tra ieri e domani, Milano, Sonzogno, 1950.
- Preludi nostalgici, Milano, Sonzogno, 1951.
- Foglie al vento, Milano, Cino Del Duca, 1959.

### Libri di memorie
- Voci dal mio passato, Milano, Valsecchi, 1949.
- Diario vagabondo, Milano, Sonzogno, 1977.